# Cantone di Vallée Dordogne
Il Cantone di Vallée Dordogne è una divisione amministrativa dell'arrondissement di Sarlat-la-Canéda.
È stato costituito a seguito della riforma approvata con decreto del 21 febbraio 2014, che ha avuto attuazione dopo le elezioni dipartimentali del 2015.

## Composizione
Comprendeva inizialmente 47 comuni, ridottisi ai seguenti 45 dal 1º gennaio 2016 per effetto della fusione dei comuni di Belvès e Saint-Amand-de-Belvès a formare il nuovo comune di Pays-de-Belvès e di Coux-et-Bigaroque e Mouzens a formare il nuovo comune di Coux-et-Bigaroque-Mouzens.:
- Allas-les-Mines
- Audrix
- Berbiguières
- Besse
- Bézenac
- Bouzic
- Campagnac-lès-Quercy
- Carves
- Castelnaud-la-Chapelle
- Castels
- Cénac-et-Saint-Julien
- Cladech
- Coux-et-Bigaroque-Mouzens
- Daglan
- Doissat
- Domme
- Florimont-Gaumier
- Grives
- Groléjac
- Larzac
- Lavaur
- Loubejac
- Marnac
- Mazeyrolles
- Meyrals
- Monplaisant
- Nabirat
- Orliac
- Pays-de-Belvès
- Prats-du-Périgord
- Sagelat
- Saint-Aubin-de-Nabirat
- Saint-Cernin-de-l'Herm
- Saint-Cybranet
- Saint-Cyprien
- Saint-Germain-de-Belvès
- Saint-Laurent-la-Vallée
- Saint-Martial-de-Nabirat
- Saint-Pardoux-et-Vielvic
- Saint-Pompont
- Sainte-Foy-de-Belvès
- Salles-de-Belvès
- Siorac-en-Périgord
- Veyrines-de-Domme
- Villefranche-du-Périgord